# Boutiers-Saint-Trojan
Boutiers-Saint-Trojan è un comune francese di 1 403 abitanti situato nel dipartimento della Charente, nella regione della Nuova Aquitania.

## Società

### Evoluzione demografica
Abitanti censiti